# Edwin Denby
Edwin Denby (Evansville, 18 febbraio 1870 – Detroit, 8 febbraio 1929) è stato un politico statunitense.

## Biografia
Fu il quarantaduesimo segretario della marina statunitense sotto il presidente degli Stati Uniti d'America Warren Gamaliel Harding e Calvin Coolidge.
Figlio di Charles Harvey Denby, frequentò le scuole pubbliche e successivamente l'università del Michigan. In quegli anni si dedicò allo sport e fu membro del 1895 Michigan Wolverines football team. Durante la prima guerra mondiale guadagnò il grado di maggiore. Negli anni della presidenza Harding, fu coinvolto nello scandalo Teapot Dome, che mise a dura prova la posizione di molti esponenti del mondo economico e politico statunitense, tra cui il Segretario all'Interno Albert B. Fall, che provata la propria colpevolezza fu costretto a dimettersi e ad essere incarcerato.